# Bartlett-Gletscher (Antarktika)
Der Bartlett-Gletscher ist ein etwa 50 km langer und bis zu 8 km breiter Gletscher, der vom Nilsen-Plateau in nordöstlicher Richtung zum Scott-Gletscher fließt, den er nördlich des Mount Gardiner erreicht. 
Entdeckt wurde er im Dezember 1934 von der geologischen Mannschaft unter Quin Blackburn (1900–1981) bei der zweiten Antarktisexpedition (1933–1935) des US-amerikanischen Polarforschers Richard Evelyn Byrd. Byrd benannte den Gletscher nach dem kanadischen Arktisforscher Robert Bartlett (1875–1946), welcher der Expedition den Kauf des Forschungsschiffs USS Bear empfohlen hatte.